# تیم ملی بسکتبال اسپانیا
تیم ملی بسکتبال اسپانیا، نام تیم بزرگسالان کشور اسپانیا و از تیمهای برتر بسکتبال جهان است.
این تیم در رده‌بندی جهانی فیبا در سال ۲۰۱۴ در مقام دوم قرار داشت.

## بازیکنان کنونی
- مارک گسال
- پاو گسال
- ریکی روبیو
- خوزه کالدرون
- سرج ایباکا

## تاریخچه
هنگامی که اسپانیا برای بازی های المپیک تابستانی ۱۹۳۶، جایی که برای اولین بار بسکتبال بخشی از بازی ها بود ، واجد شرایط شد ، انتظارات برای رفتن به  قهرمانی اروپا ۱۹۳۵ زیاد بود. ولی به دلیل شروع جنگ داخلی اسپانیا فقط چند روز قبل از شروع بازی ها نتوانست در این بازی ها شرکت کند.
پیش از این که تیم ملی اسپانیا در جام جهانی ۲۰۰۶ مدال طلا کسب کند ، بزرگترین موفقیت بین المللی آنها در مسابقات بسکتبال المپیک تابستانی ۱۹۸۴ که در لس آنجلس برگزار شد به دیدار نهایی رسید. دیگر تیم دیدار نهایی  ملی ایالات متحده آمریکا (به سرپرستی پاتریک اوینگ  و نمایش یک مایکل جردن جوان) بود که در دیدار نهایی و به همراه آن مدال طلا را به دست آورد. بنابراین اسپانیا مدال نقره المپیک را از آن خود کرد.
در ادامه موفقیت های آغاز شده در جام جهانی ۲۰۰۶ ، اسپانیا دوباره در بازی های المپیک تابستانی ۲۰۰۸ به دیدار نهایی رسید. این بازی برگشت دیدار نهایی المپیک ۱۹۸۴ است. این بار تیم ایالات متحده آمریکا توسط کوبی برایانت هدایت شد و لقب "تیم رستگاری" را گرفت. آمریکایی ها پس از بازی بسیار نزدیک ۱۱۸-۱۰۷ پیروز شدند. چهار سال بعد ، در المپیک تابستانی ۲۰۱۲  لندن ، ایالات متحده آمریکا بار دیگر با اسپانیا به دست آورد تا این طلا را کسب کند. آمریكایی ها با نتیجه ۱۰۷-۱۰۰ قهرمان شدند و اسپانیا با سومین مدال نقره المپیك (و دومی  پیاپی) خود را از دست داد. در جریان بازی های المپیک تابستانی ۲۰۱۶، اسپانیا در دیدار نهایی مقابل استرالیا رسید که در آنجا با پیروزی ۸۹-۸۸ برنز گرفتند.